# Supercoppa brasiliana 2024 (pallavolo femminile)
La Supercoppa brasiliana 2024, 10ª edizione della supercoppa nazionale femminile di pallavolo, si è svolta il 12 ottobre 2024: al torneo hanno partecipato due squadre di club brasiliane e la vittoria finale è andata per la seconda volta consecutiva al Minas.

## Regolamento
Le squadre hanno disputato una gara unica.

## Squadre partecipanti
| Squadra     | Qualificazione                       |
| ----------- | ------------------------------------ |
| Minas       | Vincitrice Superliga Série A 2023-23 |
| Praia Clube | Vincitrice Coppa del Brasile 2024    |

## Torneo
| 12 ottobre 2024 Arena Poliesportiva Amadeu Teixeira, Manaus Durata: 1h:37 - Spettatori: ? | Minas | 3 - 0 | Praia Clube | 25-23, 25-16, 25-19 |